# Pomnik Augusta Neidhardta von Gneisenaua w Poznaniu
Pomnik Augusta Neidhardta von Gneisenaua w Poznaniu (niem. Gneisenaudenkmal) – pomnik upamiętniający pruskiego hrabiego i feldmarszałka Augusta Wilhelma Antona Neidhardta von Gneisenaua, istniejący w latach 1913–1919. Usytuowany był pomiędzy Wzgórzem Świętego Wojciecha a Wzgórzem Winiarskim w pobliżu ówczesnego placu Północnego (niem. Nordplatz). Obecnie jest to teren między ulicami Generała Tadeusza Kutrzeby i Księcia Józefa (Święty Wojciech), w pobliżu pomnika Armii Poznań.

## Historia
Wmurowania kamienia węgielnego dokonał 13 marca 1913 r. nadburmistrz Poznania Ernst Wilms. Odsłonięcie pomnika miało miejsce w dniu 19 października tego samego roku. Upamiętniono w ten sposób setną rocznicę udziału pruskiej armii w zwycięskiej bitwie narodów pod Lipskiem. Pomnik zbudowany został dzięki inicjatywie niemieckiego Towarzystwa Historycznego Prowincji Poznańskiej (niem. Historische Gesellschaft für die Provinz Posen), w którym działał i zabiegał o jego budowę przemysłowiec żydowski Arthur Kronthal.
Podczas nocy z 3 na 4 kwietnia 1919 r., po manifestacji w obronie praw Polski do Gdańska i Pomorza Nadwiślańskiego, polscy mieszkańcy Poznania zniszczyli pomnik.

## Opis
Pomnik był dziełem rzeźbiarza Wilhelma Großa we współpracy z radcą budowlanym Adolfem Stahlem. Tworzyła go platforma o wysokości 1 metra i szerokości 5,5 metra, na której stał postument zwieńczony popiersiem Gneisenaua. Do platformy prowadziły z dwóch stron pięciostopniowe schody. Tło dla popiersia stanowiła kamienna ściana z czterema kolumnami ustawionymi parzyście z każdej ze stron. Na jej szczycie znajdowała się klęcząca bogini zwycięstwa, która trzymała wieńce laurowe nad głową Gneisenaua. Na postumencie umieszczono medalion z napisem: „Dem Generalfeldmarschall Neidhardt von Gneisenau † zu Posen am 23. August 1831“. Wysokość pomnika przekraczała 6,5 metra. Postać bogini zwycięstwa, popiersie marszałka i medalion zostały wykonane z brązu w odlewni Heinze & Barth z Berlina-Grunewaldu. Prace kamieniarskie wykonała poznańska firma Oskara Böttgera. Za materiał posłużył wapień muszlowy z Fürth. W dolnej części pomnika (platformy) wmurowano tablicę nagrobną, która wcześniej przykrywała serce Gneisenaua w forcie Winiary – głównym forcie poligonalnej Twierdzy Poznań (niem. Festung Posen). Koszt budowy pomnika Gneisenaua wyniósł ok. 15 tys. marek. Pokryty został ze składek przekazanych przez Historische Gesellschaft für die Provinz Posen, inne niemieckie stowarzyszenia oraz oficerów ówczesnych poznańskich jednostek wojskowych.